# Поглед (Апаче)
Поглед (словен. Pogled) — поселення в общині Апаче, Помурський регіон, Словенія. Висота над рівнем моря: 356,5 м.